# La guerre est finie
La guerre est finie is een Franse dramafilm uit 1966 onder regie van Alain Resnais.

## Verhaal
Wanneer de leider van de Spaanse communisten afreist naar Frankrijk, wordt hij aangehouden bij de grens. Met de hulp van Nadine Sallanches wordt hij toch doorgelaten. In Parijs zoekt hij een partijlid op. Hij wil hem waarschuwen voor de gevaren van een reis naar Madrid.

## Rolverdeling
| Acteur           | Personage         |
| ---------------- | ----------------- |
| Yves Montand     | Diego Mora        |
| Ingrid Thulin    | Marianne          |
| Geneviève Bujold | Nadine Sallanches |
| Jean Bouise      | Ramon             |
| Marie Mergey     | Madame Lopez      |
| Paul Crauchet    | Roberto           |
| Dominique Rozan  | Jude              |
| Anouk Ferjac     | Marie Jude        |
| Bernard Fresson  | André Sarlat      |
| Yvette Etiévant  | Yvette            |
| Jacques Rispal   | Manolo            |
| Françoise Bertin | Carmen            |